# Capanema (ort)
Capanema är en ort i Brasilien.   Den ligger i kommunen Capanema och delstaten Pará, i den nordöstra delen av landet, 1 600 km norr om huvudstaden Brasília. Capanema ligger 30 meter över havet och antalet invånare är 47 766.
Terrängen runt Capanema är platt. Det finns inga andra samhällen i närheten.
Omgivningarna runt Capanema är en mosaik av jordbruksmark och naturlig växtlighet. Runt Capanema är det ganska tätbefolkat, med 134 invånare per kvadratkilometer.